# Каламбаки
Каламбаки (грч. Καλαμπάκι) је насељено место у општини Доксат у периферији Источна Македонија и Тракија, Грчка. Према попису из 2021. године било је 2.652 становника.
Према бугарском географу и историчару, Василу Канчову, у Каламбакију је 1900. године живело 300 Турака. Године 1923. турско становништво је принудно исељено у Турску а на њихово место је насељено 404 грчких избегличких породица, којих је на попису из 1928. године било 1.894.